# 维齐洛波奇科
维齐洛波奇科（英語：Huitzilopochco，也称Churubusco）为前哥伦布时期纳瓦人在墨西哥谷所建立的城邦。其与库瓦坎、伊兹塔帕拉潘、墨西加钦科并称为纳赫特库赫特利（意为“四王”）。其名称在纳瓦特尔语中意为“维齐洛波奇特利之地”，其住民被称为“维齐洛波奇卡（Huitzilopochca）”。